# Radoslav Nesterović
Radoslav "Rašo" Nesterović (ur. 30 maja 1976 w Lublanie) – słoweński koszykarz, występujący na pozycji środkowego, reprezentant kraju. W latach 1999–2010 grał na parkietach ligi NBA.

## Kariera w Europie
Profesjonalna kariera Rasho Nesterovicia rozpoczęła się na dobre w momencie kiedy zaczął grać w Kinderze Bolonia. W tym klubie grał w latach 1997–1998. W 1997 roku poprowadził swoją drużynę do triumfu w rozgrywkach Euroligi. Zdobywał średnio 11.4 punktów, 8.4 zbiorki i miał 1.4 bloki oraz skuteczność rzutów 0.762. Kolejny sezon to świetne statystyki w lidze włoskiej, i kolejny sukces w europejskich pucharach. Zespół Nesterovicia dotarł do finału Euroligi. Ekipa z Virtusu przegrała z Žalgirisem Kowno 74-82. Rasho w finale zdobył 12 punktów, zebrał 13 piłek i zablokował rywali dwukrotnie. W 1997 roku wziął udział w Euro All-Star Game.

## Gra w NBA
Dobre występy w Europie zaowocowały wyborem w drafcie. Nesterović został wybrany w pierwszej rundzie, z numerem 17 przez Minnesotę Timberwolves. W swoim pierwszym sezonie grał bardzo mało, wystąpił w ledwie dwóch meczach. Następny sezon był już zupełnie inny. Słoweniec zadomowił się w wyjściowej piątce wilków. Zagrał od pierwszej minuty aż 55 razy. Jego statystyki nie powalały na kolana, ale świetnie wywiązywał się z roli zadaniowca. Zdobywał ponad 5 punktów w każdym meczu i 4,6 zbiórek. W kolejnym sezonie Nesterović grał mniej, jego zdobycze były mniejsze. Sezony 01-02 i 02-03 to najlepsze sezony Rasho w karierze. W przeciągu tych dwóch lat, wszystkie spotkania, które rozegrał rozpoczynał w wyjściowej piątce. W obu tych latach notował po 6,5 zbiórki oraz 8,4 i 11,2 punktów na mecz. Przyszedł czas na przenosiny. Na sezon 2003-2004 przeszedł do drużyny ówczesnych mistrzów – San Antonio Spurs. W swoim pierwszym sezonie występów w drużynie Spurs, Nesterović rozegrał wszystkie mecze sezonu regularnego w pierwszej piątce. Rzucał 8,7 pkt i zbierał 7,7 piłek. Tytułu mistrzowskiego obronić się nie udało, ale ekipa z Teksasu odzyskała mistrzostwo w sezonie 2004-2005. Nesterović rozegrał wszystkie mecze w wyjściowym składzie zdobywając średnio 5,9 punktów, miał też 6.6 zbiórek. W następnym sezonie Rasho nie gościł w pierwszej piątce za każdym razem. Z 80 rozegranych w sezonie zasadniczym, 51 rozpoczynał jako podstawowy gracz. Zdobywał średnio 4,5 pkt i miał 3,9 zbiórki. Przed obecnie trwającym sezonem ekipa San Antonio Spurs zdecydowała się oddać Nesterovicia do Toronto Raptors. Słoweniec jest podstawowym centrem i ma najlepszą skuteczność rzutów z gry w całej karierze.

## Osiągnięcia
Na podstawie, o ile nie zaznaczono inaczej.
NBA
- Mistrz NBA (2005)

Inne drużynowe
- Mistrz:
  - Euroligi (1998)
  - Słowenii (1996, 1997)
  - Włoch (1998)
- Wicemistrz:
  - Euroligi (1999)
  - Jugosławii (1993)
  - Grecji (1994, 2011)
- Brąz Euroligi (1997)
- 4. miejsce podczas mistrzostw Grecji (1995)
- Zdobywca:
  - pucharu:
    - Koracia (1994)
    - Grecji (1995, 2011)
    - Słowenii (1997)
    - Włoch (1999)

  - superpucharu Włoch (1997, 1998)
- Finalista pucharu Jugosławii (1993)

Inne indywidualne
- Uczestnik meczu gwiazd FIBA EuroStars (1998)
- Lider Euroligi w:
  - zbiórkach (1997)
  - blokach (2007)

Reprezentacja
- Uczestnik:
  - mistrzostw:
    - świata (2006 – 12. miejsce)
    - Europy:
      - 1997 – 14. miejsce, 1999 – 10. miejsce, 2001 – 15. miejsce, 2005 – 6. miejsce, 2007 – 7. miejsce
      - U–22 (1994 – 8. miejsce, 1996 – 7. miejsce)
      - U–18 (1994 – 7. miejsce)

  - kwalifikacji olimpijskich (2008)
- MVP Eurobasketu U–20 (1996)
- Lider mistrzostw Europy U–22 w zbiórkach (1996)

## Statystyki
| Sezon     | Klub                   | Punkty | Zbiórki | Asysty | Przechwyty | Bloki | Skuteczność z gry | Skuteczność wolnych |
| --------- | ---------------------- | ------ | ------- | ------ | ---------- | ----- | ----------------- | ------------------- |
| 1998-1999 | Minnesota Timberwolves | 4.0    | 4.0     | 0.5    | 0.0        | 0.0   | .250%             | 1.000%              |
| 1999-2000 | Minnesota Timberwolves | 5.7    | 4.6     | 1.1    | 0.3        | 1.0   | .476%             | .573%               |
| 2000-2001 | Minnesota Timberwolves | 4.5    | 3.9     | 0.6    | 0.3        | 0.9   | .461%             | .523%               |
| 2001-2002 | Minnesota Timberwolves | 8.4    | 6.5     | 0.9    | 0.6        | 1.3   | .493%             | .549%               |
| 2002-2003 | Minnesota Timberwolves | 11.2   | 6.5     | 1.5    | 0.5        | 1.5   | .525%             | .642%               |
| 2003-2004 | San Antonio Spurs      | 8.7    | 7.7     | 1.4    | 0.6        | 2.0   | .469%             | .474%               |
| 2004-2005 | San Antonio Spurs      | 5.9    | 6.6     | 1.0    | 0.4        | 1.7   | .460%             | .467%               |
| 2005-2006 | San Antonio Spurs      | 4.5    | 3.9     | 0.4    | 0.3        | 1.1   | .515%             | .600%               |
| 2006-2007 | Toronto Raptors        | 6.2    | 4.5     | 0.9    | 0.5        | 1.0   | .546%             | .680%               |
| 2007-2008 | Toronto Raptors        | 7.8    | 4.8     | 1.2    | 0.3        | 0.7   | .550%             | .755%               |
| 2008-2009 | Indiana Pacers         | 6.8    | 3.4     | 1.6    | 0.4        | 0.5   | .513%             | .781%               |
| 2009-2010 | Toronto Raptors        | 3.9    | 2.1     | 0.6    | 0.2        | 0.4   | .544%             | .200%               |

## Rekordy
Punkty: 24 przeciw San Antonio Spurs

Celne rzuty z gry: 12 przeciw San Antonio Spurs

Oddane rzuty: 23 przeciw San Antonio Spurs

Celne rzuty osobiste: 6 (2 razy)

Oddane rzuty osobiste: 9 przeciw Los Angeles Clippers

Zbiórki ofensywne: 10 przeciw Philadelphia 76ers

Zbiórki defensywne: 12 przeciw Detroit Pistons

Zbiórki: 15 (3 razy)

Asysty: 6 (2 razy)

Przechwyty: 3 (5 razy)

Bloki: 9 przeciw Dallas Mavericks

Na boisku: 46 minut przeciw Sacramento Kings